# Helionides singularis
Helionides singularis är en insektsart som beskrevs av Matsumura 1931. Helionides singularis ingår i släktet Helionides och familjen dvärgstritar. Inga underarter finns listade i Catalogue of Life.